# Maciej z Gołańczy

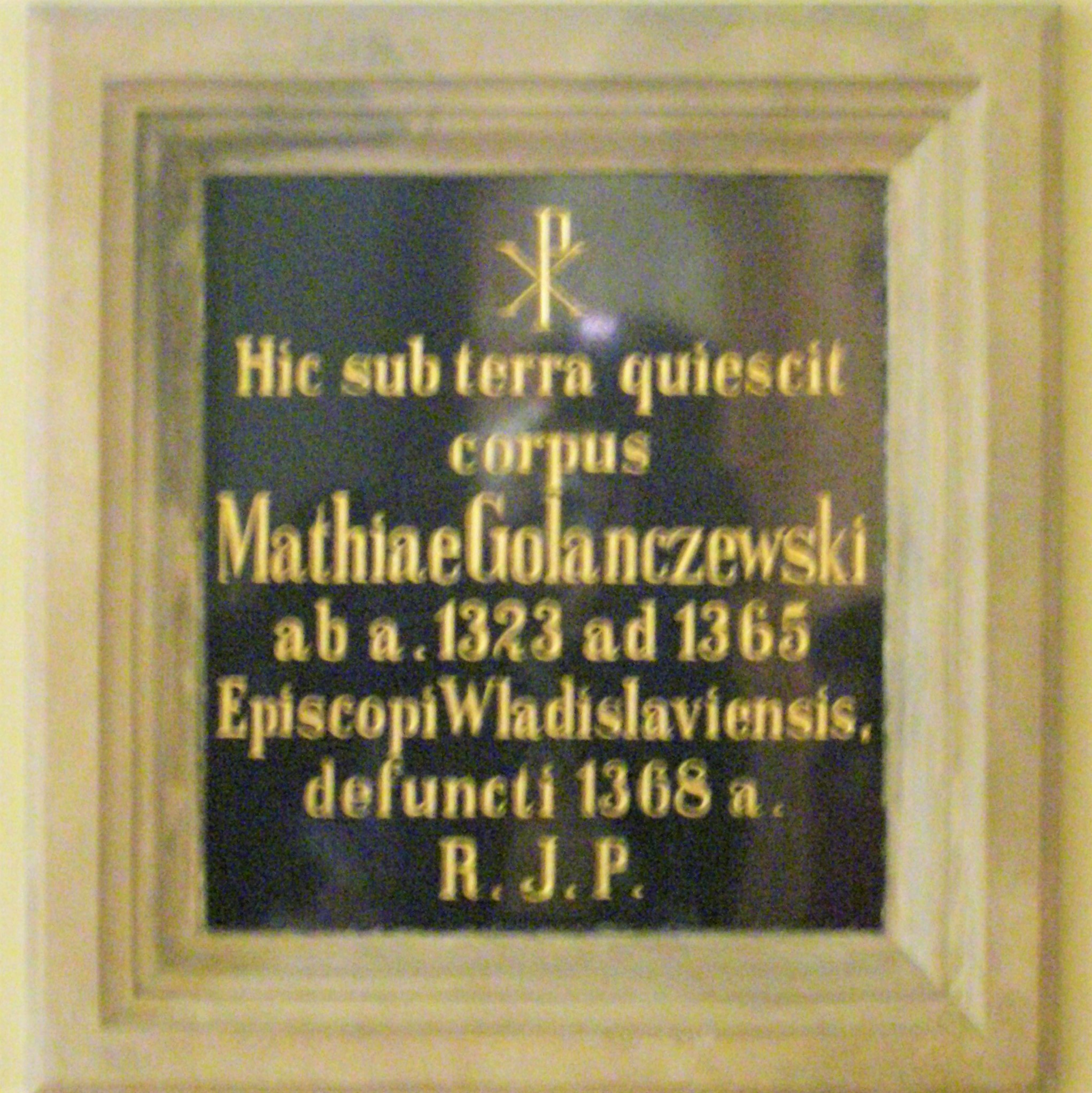
Epitafium Macieja z Gołańczy we włocławskiej katedrze

Maciej z Gołańczy (łac. Mathias de Paluka) herbu Topór (ur. ok. 1285, zm. 16 maja 1368) – biskup kujawski w latach 1324–1364, następca Gerwarda herbu Leszczyc, przedstawiciel rodu Pałuków.
Początki kariery zawdzięczał wujowi, biskupowi kujawskiemu Gerwardowi, który przed 1308 rokiem wprowadził go do kapituły włocławskiej od razu na godność scholastyka. Ród, z którego się wywodził wspierał politykę Władysława Łokietka, co przyniosło mu wkrótce znaczne profity. Posiadał liczne tytuły i godności kościelne – był kanonikiem w kapitułach gnieźnieńskiej, poznańskiej, płockiej, włocławskiej, kruszwickiej, krakowskiej i wrocławskiej. W procesie inowrocławskim w latach 1320-1321 Maciej złożył zeznania przeciw Krzyżakom, a wkrótce w 1323 roku towarzyszył biskupowi Gerwardowi w podróży podjętej w interesie wyroku inowrocławskiego do papieskiej kurii w Awinionie. Po śmierci wuja otrzymał 3 grudnia 1323 roku jeszcze w Awinionie z nominacji papieża Jana XXII biskupstwo kujawskie. Konsekrowany 8 stycznia 1324, a w czerwcu wrócił do Polski i objął rządy diecezji obejmującej Kujawy i większą część Pomorza Gdańskiego. 
W diecezji troszczył się o interesy Polski i papieża, sprzeciwiając się Krzyżakom. W 1329 roku wojska zakonu krzyżackiego zniszczyły dobra biskupstwa kujawskiego, w tym spaliły romańską katedrę we Włocławku, domy kanoników, miasta Włocławek i Raciążek oraz liczne wsie i kościoły parafialne. Krzyżacy zdobyli zamek w Raciążku i zrabowali skarbiec biskupi. Zmusiło to Macieja z Gołańczy do podpisania w 1330 roku niekorzystnej ugody z Krzyżakami, wg której musiał zneutralizować zamek w Raciążku, wykupić jeńców i zgodzić się na niekorzystne dla biskupstwa rozwiązania dotyczące dziesięciny na Pomorzu.  
Zajmował się m.in. odbudową diecezji po zniszczeniach wojennych, w 1339 roku lokował nowe miasto we Włocławku, 25 marca 1340 roku położył kamień węgielny pod budowę nowej gotyckiej katedry we Włocławku, zbudował murowany zamek we Włocławku, zamek w Raciążku, wieże w Ciechocinie nad Drwęcą i Górze oraz murowany dwór w Subkowych. Jego rządy przyczyniły się do bardzo szybkiego rozwoju osadnictwa w diecezji włocławskiej. 
W grudniu 1364 zrezygnował z godności biskupiej z powodu utraty wzroku. Jego następcą w diecezji został także pochodzący z rodu Pałuków jego bratanek, Zbylut z Wąsosza, dotychczasowy prepozyt kapituły włocławskiej.
Dla swoich prywatnych potrzeb biskup Maciej zbudował zamek w Gołańczy, który następnie odziedziczyli jego krewni.
Po śmierci Maciej z Gołańczy został pochowany w zakrystii katedry włocławskiej.

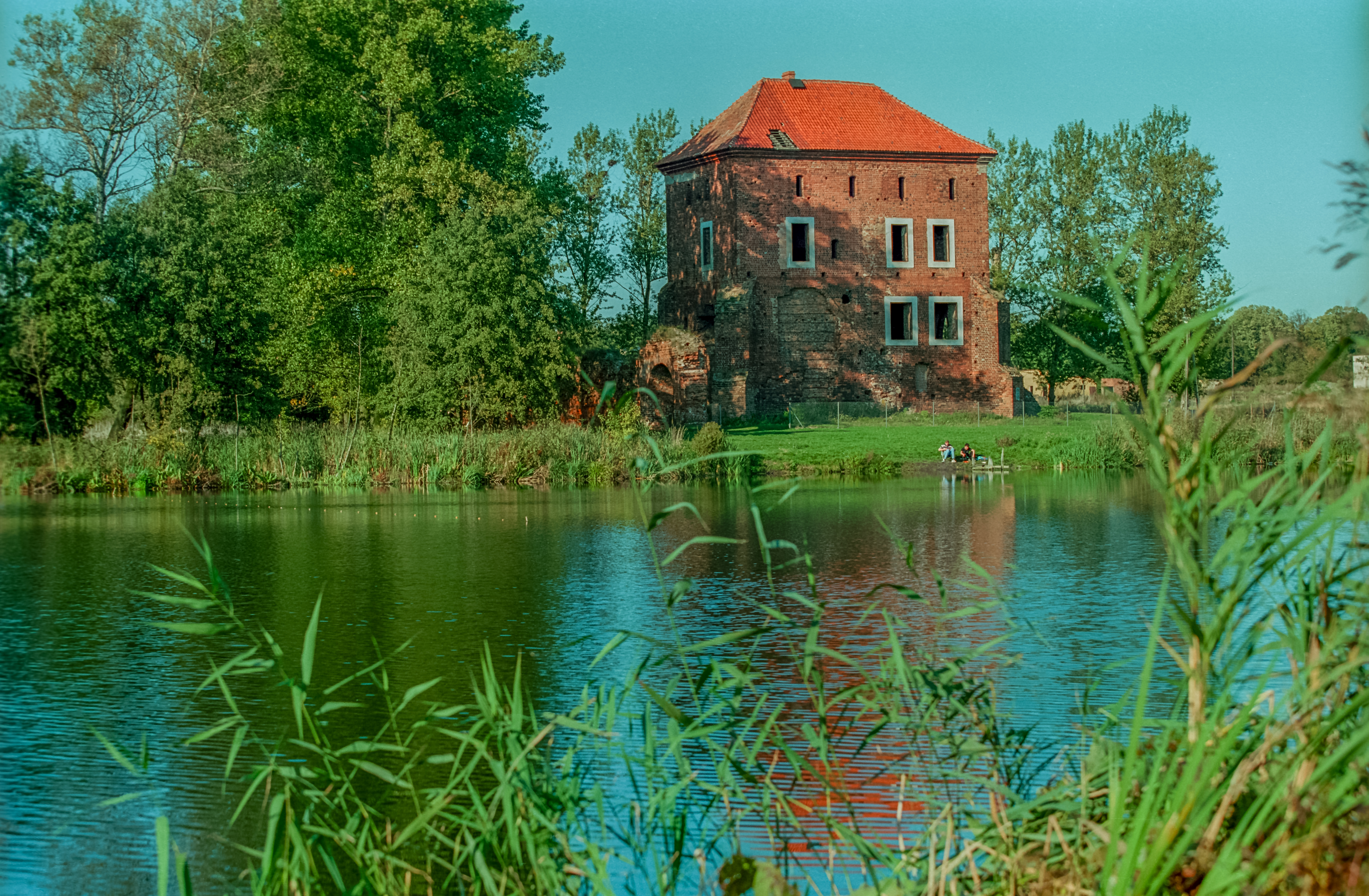
Zbudowana w czasach biskupa Macieja wieża zamku w Gołańczy
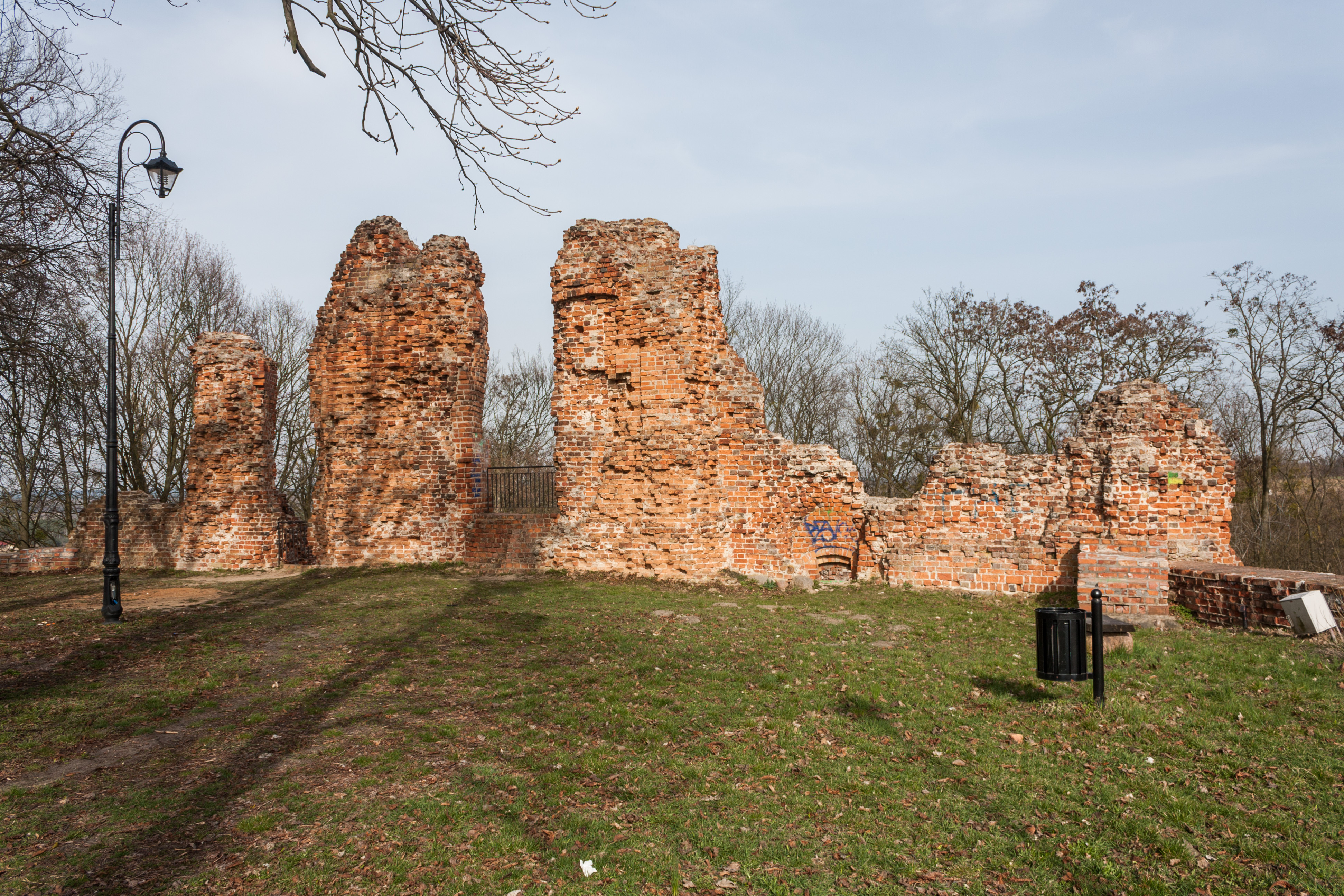
Ruiny zamku w Raciążku